# Alt-Köpenick
Alt-Köpenick ist die älteste Straße im heutigen Berliner Ortsteil Köpenick. Sie wurde gegen Ende des 12. Jahrhunderts bei der Siedlungsgründung von Coepnick als einzige Straße für die ersten Bewohner der Dienstsiedlung des Schlosses Köpenick und Zugewanderte angelegt. Zuerst hieß sie deshalb Schloßstraße. In den folgenden Jahrhunderten erfuhr die Straße manche Änderungen sowohl im Verlauf als auch in der Bebauung und erhielt neue Namen.
Die aktuelle Straßenführung reicht vom Schlossplatz/Grünstraße beziehungsweise der Langen Brücke parallel zur Dahme nordwärts bis zur Dammbrücke. Nur für den Straßenbahnverkehr ist sie durchgängig benutzbar, der südliche Abschnitt liegt in einer Fußgängerzone.

## Geschichte
Erst nach 1300, als die Siedlung ostwärts erweitert werden musste, verlängerte man die Straße entsprechend und nannte den hinzugekommenen Abschnitt Marktplatz.
Der brandenburgische Kurfürst Friedrich Wilhelm ordnete gegen 1670 die Begradigung und Verbreiterung der Straße an. Nachdem diese um 1700 abgeschlossen und auch eine Schlossauffahrt entstanden war, erhielt der Verkehrsweg den Namen Breite Straße, der bis in das 18. Jahrhundert galt. Der Platz vor der Auffahrt wurde offiziell zum Schloßplatz. Im 18. Jahrhundert bekam die Straße in ganzer Länge den Namen Schloßstraße. In der Zeit des Nationalsozialismus erfolgte die Umbenennung in Litzmanndamm und Litzmannplatz nach General Karl Litzmann (1850–1936). Diese Namen waren nach dem Ende des Zweiten Weltkriegs unerwünscht. Die neuen Mitarbeiter der Bezirksverwaltung benannten die Straße und den Platz nun nach Max Betcke (1868–1944), Arbeiter und Köpenicker Stadtverordneter (1906–1908), unbesoldeter Stadtrat (1919–1922) und Berliner Stadtältester (1924).
Dieser Straßenname wurde durch den Magistrat von Berlin 1947 nicht bestätigt. Stattdessen legte man den heutigen Namen fest, in den auch der Platz einbezogen wurde. Die Bezeichnung Alt-Köpenick wurde am 31. Juli 1947 amtlich.
Die Uferpromenade im Luisenhain, die parallel zu Alt-Köpenick verläuft, wurde in den 2000ern ausgebaut.

## Bauwerke

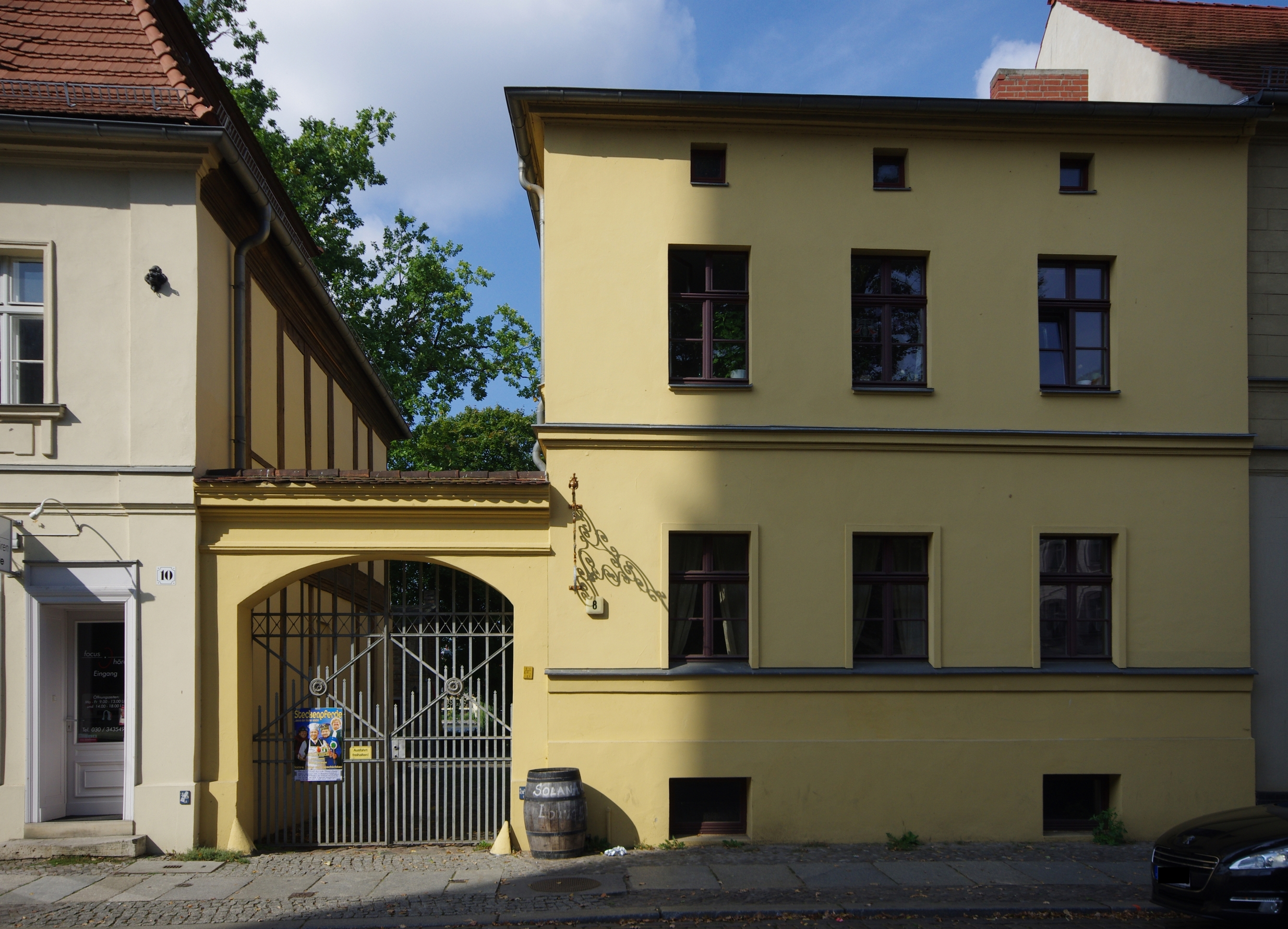
Alt-Köpenick 8

Zu den ältesten Wohnhäusern aus der Mitte des 18. Jahrhunderts zählen die Hausnummern 6, 8 (siehe Bild), 10 und 15.
Die meisten Wohngebäude in dieser Straße stammen aus dem 19. Jahrhundert und sind trotz mancher Umbauten seit den 1980er Jahren unter Denkmalschutz gestellt. Das sind sowohl zweigeschossige Bauten mit barocker Substanz als auch viergeschossige Steingebäude im Gründerzeitstil.
Hinzu kommen das Rathaus Köpenick (Alt-Köpenick 21, seit der Bezirksfusion das Bürgeramt I) und die St.-Laurentius-Stadtkirche. Passend zu den denkmalgeschützten Gebäuden wurde rechts und links der Straßenbahngleise das historische Kopfsteinpflaster beibehalten.
Etwa in der Mitte der Straße wurde anlässlich der 800-Jahr-Feier Köpenicks (2009) am Rathaus ein Modell der historischen Altstadt aufgestellt.
Seit vielen Jahren dient Alt-Köpenick bis zum Schlossplatz inklusive der Schlossinsel als Veranstaltungsort für den Köpenicker Sommer und im Dezember für einen Weihnachtsmarkt, der vor allem auf Handwerk und regionale Angebote setzt.
In der Hausnummer Alt-Köpenick 31 verbirgt sich hinter einem kleinen Eingang das Schlossplatztheater, das kammermusikalische Bearbeitungen älterer Opern und Uraufführungen neuer Opern und Musiktheater anbietet. Ein weiterer Schwerpunkt sind (Musik-)Theater-Aufführungen für Kinder und Jugendliche und Projekte der kulturellen Jugendbildung.

## Skulpturen

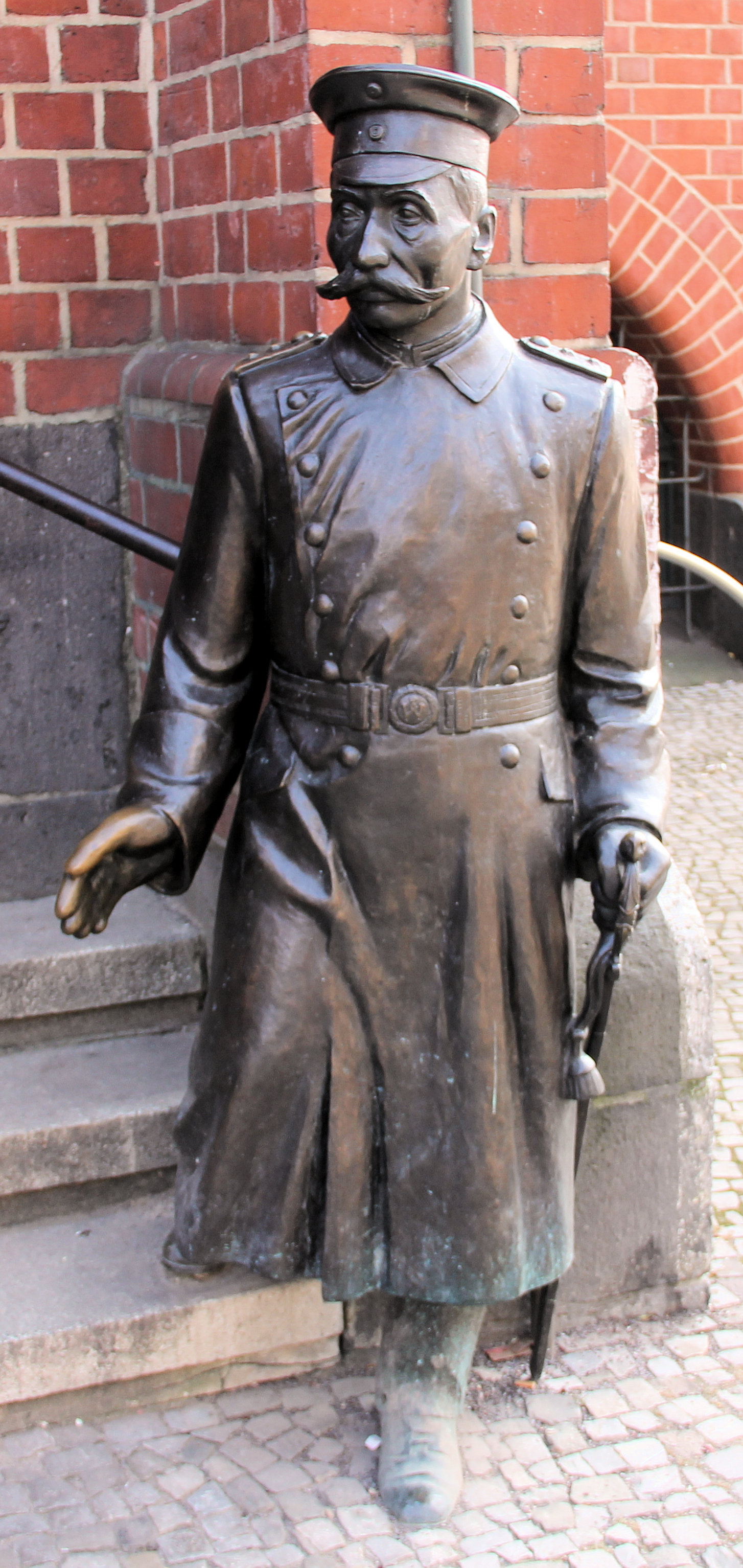
Alt-Köpenick 21

Direkt am Eingang zum Rathaus ist der Schuster Friedrich Wilhelm Voigt in Lebensgröße nachgebildet, der als Hauptmann von Köpenick in die Weltgeschichte einging.
Unmittelbar auf dem Schlossplatz wurde ein Paar Wilde Pferde aufgestellt, die aus der Werkstatt der Berliner Künstlergruppe „Inges Idee“ stammen und den Tieren der zahlreichen Reiterdenkmale von Herrschern nachempfunden sind. Sicherlich nehmen sie auch Bezug auf die im Schloss in früheren Jahrhunderten beheimateten Reiter.